# ENA (텔레비전 채널)
ENA는 KT ENA에서 운영하는 종합 드라마 및 오락 채널이다.
2014년 8월 1일 채널N에서 스카이 드라마로 변경했다.
2020년 3월 16일부터 스카이 드라마는 뒤에 Drama가 없어지고 SKY로 리뉴얼하게 됐지만 2022년 4월 29일부터 SKY가 ENA로 변경했고 KT HCN, LG헬로비전, SK브로드밴드 BTV 케이블에서 케이블TV 서비스 채널·KT 올레TV, LG유플러스 유플러스TV, SK브로드밴드 BTV에서 IPTV 서비스 채널·스카이라이프로 송출 개시했다.
2023년 9월 13일부터 ENA는 드라마 본방송 자막 서비스를 시작한다.

## 프로그램

### 방영 프로그램
- 월화 드라마 《금쪽같은 내 스타 (자막)》
- 추성훈의 밥값은 해야지
- 나는 SOLO 그 후 사랑은 계속된다 (SBS 플러스와 공동 제작)
- 나는 SOLO (SBS 플러스와 공동 제작)
- 지지고 볶는 여행 (SBS 플러스와 공동 제작)
- 내 아이의 사생활
- ENA 케이팝업 차트쇼

### 종영 프로그램
- 해밍턴家 꿈의 옷장
- 혜미리예채파
- 배우는 캠핑짱
- 수상한 책방 동서남Book
- 오은영 게임
- 명동사랑방
- 돌싱글즈 (MBN과 공동 제작)
- 돌싱글즈 2 (MBN과 공동 제작)
- 돌싱글즈 3 (MBN과 공동 제작)
- 애로부부 (채널A와 공동 제작)
- 씨름의 여왕 (tvN STORY와 공동 제작)
- 씨름의 제왕 (tvN STORY와 공동 제작)
- 강철부대 (채널A와 공동 제작)
- 강철부대 2 (채널A와 공동 제작)
- 강철부대 3 (채널A와 공동 제작)
- 지구별 로맨스
- 내 귀에 띵곡
- 호캉스 말고 스캉스 (MBN과 공동 제작)
- 수미산장 (KBS 2TV와 공동 제작)
- 곽준빈의 세계 기사식당 2
- 하하버스
- 리얼 Law맨스 고소한 남녀
- 찐팬구역
- 하입보이스카웃
- 눈떠보니 OOO
- 현무카세
- 시골에 간 도시Z (E채널과 공동 제작)
- 지구마불 우승여행
- 언더커버
- 백종원의 레미제라블
- 여왕벌 게임 (wavve와 공동 제작)
- 기안이쎄오
- 우리 마을 똥강아지
- 지구마불 세계여행
- 언더커버
- 최화정 김호영의 보고싶었어
- 하우스 오브 걸스

## 같이 보기
- KT
- KT ENA